# Jacob Benzelius
Jacob Benzelius, född 25 februari 1683 i Uppsala, död 19 juni 1747 i Stockholm, var en svensk ärkebiskop och prokansler för Uppsala universitet.
Jacob Benzelius var son till ärkebiskopen Erik Benzelius den äldre och Margaretha Odhelia (1653–1693), vars mormorsfar var ärkebiskop Petrus Kenicius och kom från den så kallade Bureätten. De av syskonen som inte blev ärkebiskopar adlades för faderns förtjänster med namnet Benzelstierna. Dessutom var han svåger till Zacharias Esberg den yngre.
Benzelius studerade först vid Uppsala universitet, där han 1703 blev filosofie magister och 1704 adjunkt i filosofiska fakulteten, men överflyttade 1706 till den teologiska. Han blev då kyrkoherde i Näs socken. Åren 1707–09 gjorde han utrikes resor, besökte flera universitet och ifrån Leipzig uppvaktade kung Karl XII, vilken då hade sitt högkvarter i Sachsen. Återkommen till Sverige sökte han förgäves flera pastorat, innan han 1718 kallades till Lund såsom professor i teologi, och blev då även kyrkoherde i Vallkärra och Stångby församlingar samt prost över Torna härad. Han utsågs till teologie doktor 1725. År 1731 utnämndes han till biskop i Göteborg. Han grundade där Barnhuset i Göteborg. Hans bror Erik Benzelius den yngre utsågs till ärkebiskop 1743 men avled innan han hunnit tillträda posten. Jacob Benzelius blev då hans efterträdare, 1744. 
Han hade i egenskap av teologisk författare stort inflytande på den andliga odlingen i Sverige, bland annat eftersom han därmed var universitetets prokansler. Hans läroböcker i teologi, särskilt hans Epitome repetitionis theologicæ (tryckt i flera upplagor från 1734, översatt 1737), anbefalldes av ständerna till bruk vid de offentliga läroverken och användes ett helt århundrade. Han bevistade nästan alla riksdagar 1719–47, där han tillhörde hattpartiet och där han såsom ärkebiskop var talman för prästeståndet. Han dog under 1746–47 års riksdag.
Han bekämpade pietismen och åtog sig 1726 på prästerskapets anmodan att lägga i dagen Johann Konrad Dippels verksamhet och väckte 1731 åter fråga om utgivandet av en "publica censura" över dennes läror. Han var 1728 drivande i processen mot Thomas Leopold. År 1734 fäste han prästerskapets uppmärksamhet på Erik Tolstadius verksamhet. Benzelius höll 1736 likpredikan över Jesper Svedberg. Såsom ärkebiskop vigde han kung Adolf Fredrik och drottning Lovisa Ulrika, och döpte kronprins Gustav.
Jacob Benzelius hustru var Catharina Edenberg, dotter till diplomaten Mattias Edenberg och Margareta Clo, en ättling till ärkebiskoparna Johannes Canuti Lenaeus och Petrus Kenicius. Deras barn adlades på farbrödernas namn Benzelstierna. En dotter var gift med biskopen i Lunds stift, Johan Engeström, vilkas barn adlades med namnet von Engeström, en annan var gift Plaan. Benzelius grav återfinns i Uppsala domkyrka.